# 전습대

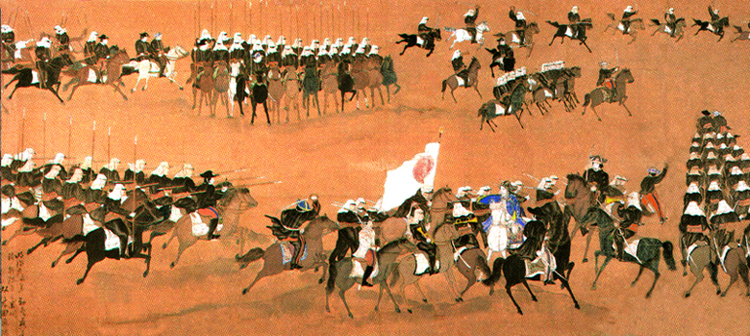

전습대(일본어: 伝習隊 덴슈타이[*])는 막말 에도 막부의 막부육군의 정예부대로 편성하여 프랑스 군사고문단의 직접지도를 받은 서양식 군대다. 무진전쟁 때 막부군의 주력으로 교전했고, 그 대장인 오토리 케이스케는 하코다테 정권에서 육군 최상위인 육군봉행에 취임했다.